# Carl Gustaf Pilo
Carl Gustaf Pilo (perto de Nicopinga, 5 de março de 1711 – Estocolmo, 2 de março de 1793) foi um pintor da Suécia ativo também na Dinamarca.
Era filho do pintor Olof Pilo e de Beata Jönsdotter Sahlstedt. Pouco se sabe sobre sua juventude. Iniciou seu aprendizado como artesão e entre 1734 e 1736 pode ter viajado para a Alemanha e Áustria, embora não haja certeza disso.
Entre 1738-1741 trabalhou como pintor artesanal para famílias nobres de Skåne, tendo desenvolvido habilidade no retrato, mas sua obra não indica um preparo acadêmico até esta altura. Em 1741 mudou-se para Copenhagen, trabalhando como professor de desenho na Academia local, ganhando a amizade do almirante Danneskjold. Continuou sua carreira de retratista, e o retrato da princesa Luísa da Inglaterra foi recebido entusiasticamente. Na década de 1740 assimilou a influência rococó e foi indicado pintor da corte da Dinamarca.
Na década seguinte seu estilo se modificou, mostrando ceder à influência neoclássica, tingida por um proto-romantismo com ênfase nos efeitos de luz e atmosfera, talvez inspirado também pelo trabalho de Rembrandt e outros mestres holandeses, que estavam sendo colecinados pelo rei, e pelo contato com Louis Tocqué. Em 1759 foi recebido na Academia de Arte de Augsburgo e em 1770 na Academia Imperial de São Petersburgo.
Em 1772 recebeu a Ordem de Vasa no grau de cavaleiro, e ao mesmo tempo o rei lhe solicitava um juramento de fidelidade à Suécia, mas estando a serviço do rei da Dinamarca, não pôde jurar, o que foi seguido de intrigas políticas que lhe custaram o cargo na Academia. A seguir foi-lhe ordenado que pintasse o retrato da irmã do rei da Dinamarca e sua família. Negando-se, pediu dispensa dos serviços à casa real da Dinamarca, que lhe foi concedida em 17 de setembro, e dias depois recebeu ordem de deixar o país.
Voltou à Suécia, visitou seus amigos em Skåne e se apresentou à corte, mas não recebeu encomendas. Entretanto, em 1773 foi recebido na Academia de Arte da Suécia, e recebeu a Ordem de Vasa efetivamente em 1784. Na coroação de Gustavo III o rei solicitou uma pintura da cena, que é considerada sua obra maior, embora não tenha sido acabada. Foi nomeado diretor da Academia em 1777.